# 隨眠
隨眠，又譯為使、使煩惱，佛教術語，「煩惱」之異名，但煩惱的意涵較廣(包含煩惱現行與煩惱隨眠，但通常多指煩惱現行)，隨眠則只限定在為現行的煩惱，潛伏在內心深處如影「隨」形，幽微難知如「眠」，故稱為「隨眠」。
隨眠是所有表層煩惱之根源。隨眠可分為「貪隨眠」「瞋隨眠」「癡隨眠」，它是心的內在習性，潛伏於意識流中，一旦有外境的刺激，例如：踫到可意者，則貪隨眠即生起，踫到不可意者，瞋隨眠即生起。根據十二因緣的理論，「感受」是「貪」生起的直接原因(近因)，因此，唯有透過四念住，尤其是受念住的練習，才能逐漸擺脫對「苦受」以瞋反應，對「樂受」以貪反應的習性。

## 隨眠的斷除
隨眠根深蒂固，戒和定都不能克制它，只有靠內觀智，才可以發現並滅除之，按南傳佛教的觀點，三果阿那含徹底滅除瞋隨眠和大部份的貪隨眠，四果阿羅漢完全滅除剩下的貪隨眠和所有的癡隨眠。

## 隨眠種類
依《顯揚聖教論》所說煩惱隨眠共有二十種：
- 一不定地隨眠
- 二定地隨眠
- 三隨自境隨眠
- 四隨他境隨眠
- 五被損隨眠
- 六未被損隨眠
- 七隨順隨眠
- 八不隨順隨眠
- 九具滿隨眠
- 十缺減隨眠
- 十一可害隨眠
- 十二不可害隨眠
- 十三增上隨眠
- 十四平等隨眠
- 十五微薄隨眠
- 十六有覺隨眠
- 十七無覺隨眠
- 十八生多苦隨眠
- 十九生少苦隨眠
- 二十不生苦隨眠[1]

比較煩惱現行的種類亦有二十種：
- 一隨所欲纏現行。謂在家者。
- 二不隨所欲纏現行。謂出家者。
- 三無所了別。謂處惡說法者。
- 四有所了別。謂處善說法者。
- 五互增上。謂貪等行者。
- 六皆平等。謂等分行者。
- 七微薄。謂薄塵行者。
- 八外門纏現行。謂未離欲者。
- 九內門纏現行。謂由世間道離欲者。
- 十增上纏現行。謂諸異生。
- 十一失念纏現行。謂諸有學。
- 十二分別纏現行。謂堅執著者。
- 十三俱生纏現行。謂不堅執著者。
- 十四觀察現行。謂憙觀察者。
- 十五不自在現行。謂睡眠者。
- 十六自在現行。謂覺悟者。
- 十七不可救現行。謂無涅槃法者。
- 十八可救現行。謂有涅槃法者。
- 十九取相現行。謂尋思彼隨法而取相貌者。
- 十不取相貌現行。謂不尋思彼隨法不取相貌者。[2]

### 十使
天台宗以煩惱得去的難易漸迅而細分為五鈍使（思惑）：貪、嗔、痴、慢、疑。與五利使（見惑）：身見、邊見、邪見、見取見、戒禁取見。合稱十使，利鈍之分在於難易，利者易生易斷，鈍者漸生難斷，屬於集諦。

## 外部連結
- 我生已盡 -- 森林法音  （页面存档备份，存于）
- 唯識學探源－第二節 微細潛在的煩惱 （页面存档备份，存于）